# Dievs, svētī Latviju!
Dievs, svētī Latviju! (Deus Abençoe a Letónia!) é o hino nacional da Letónia. A letra e a música foram ciradas por Kārlis Baumanis (Baumaņu Kārlis, 1834-1904).